# Krakewitz (Adelsgeschlecht)

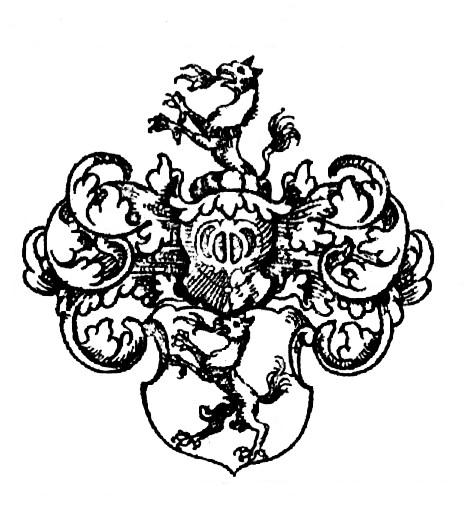
Wappen derer von Krakewitz

Krakewitz, früher auch Krackewitz, Krakevitz, Krakewitze, ist der Name einer alten, ursprünglich rügischen Adelsfamilie, die sich nach Pommern, Mecklenburg-Schwerin, Brandenburg-Preußen und Dänemark ausbreitete.

## Geschichte
Die Familie gehört zum Rügenschen Uradel mit dem gleichnamigen Stammhaus an der Südspitze der Halbinsel Wittow, dem heutigen Fährhof bei Wiek. Unter dem jetzigen Namen erscheinen urkundlich zuerst Johann Krakevitze 1302 auf einer Urkunde als Zeuge, nach welcher Fürst Wizlaw III. dem Kloster Hiddensee (Hyddensee) das Dorf Schwarthe schenkte, und 1316 die Knappen Johannes und Henning (Henneke) Krakevitz auf einem Bündnisbrief der Rügener Ritterschaft mit der Stadt Stralsund. Ab dem 15. Jahrhundert waren Mitglieder der Familie von Krakewitz oft in Diensten am Hofe der pommerschen Herzöge anzutreffen, so Hans Krackewitz als Vogt zu Usedom.
Später kam die Familie nach Mecklenburg, wo sie bereits 1572 mit den Herren von Krakewitz auf Gevezin (Herrschaft Strelitz) an der Überweisung der Klöster teilnahm. Im ehemaligen Amt Stavenhagen erwarb sie um 1670 das Gut Briggow, das sie bis 1791 besaß.
Die Familie teilte sich im Mittelalter bereits in die Linien Divitz, Presentzke und Postelitz mit Storkow.
Mit Curd Krakevitz, Landvogt (1490–1496) der gleichzeitig als Erbauer, genauer wohl aber als Erwerber der Burg Divitz gilt, welche bis 1625 im Besitz der Familie blieb und Hans von Krak(e)vitz, Landvogt (1604–1611) konnte die Familie zweimal die wichtige Stelle des Landvogts von Rügen besetzten.	

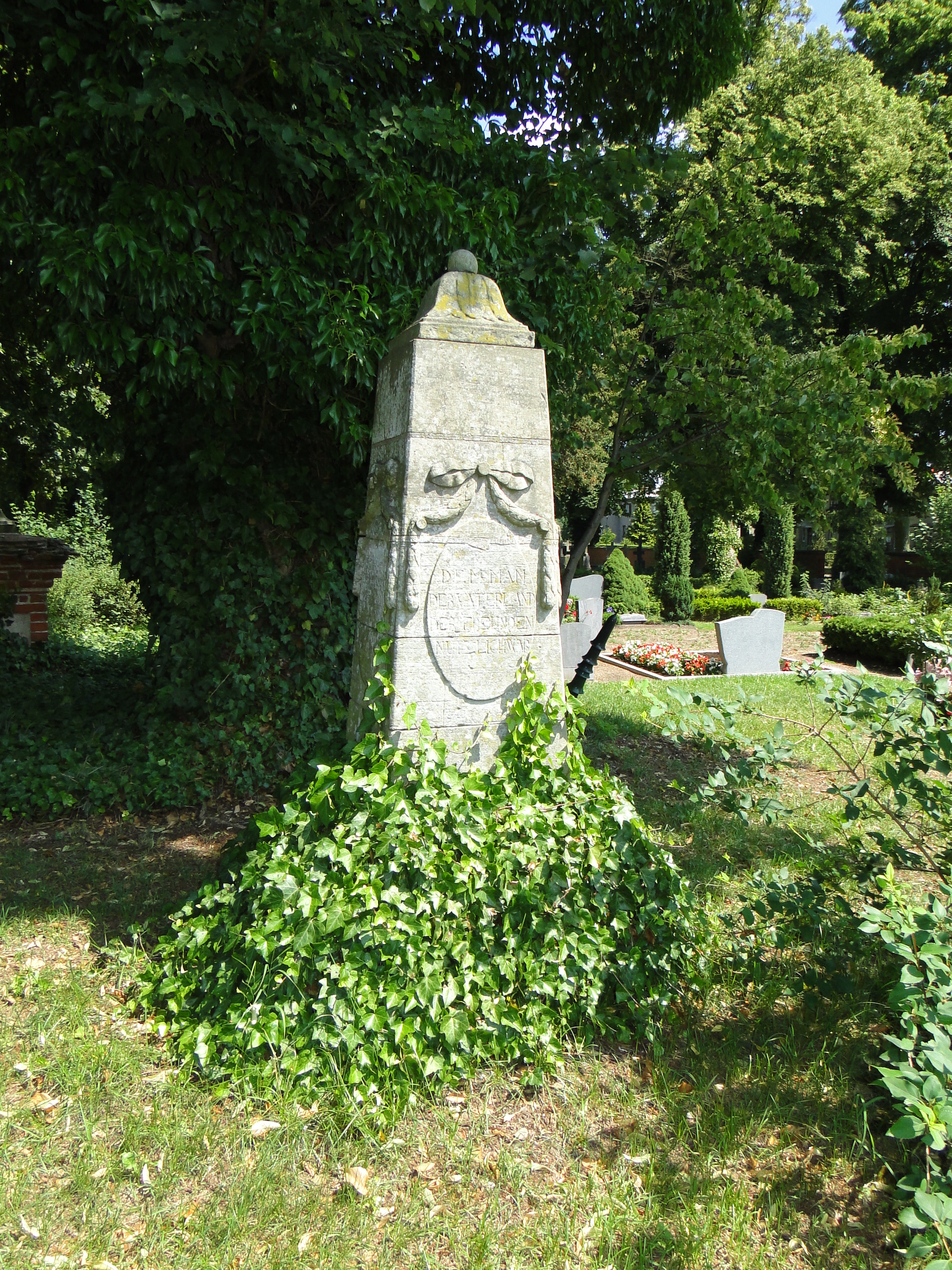
Grabstein von 1790 für Friedrich Christian von Krakewitz auf dem Dobbertiner Klosterfriedhof

Kammerjunker Hans Friedrich Christian von Krakewitz, Herr auf Briggow war ab 1769 Provisor und bis 1790 Klosterhauptmann im Kloster Dobbertin, er starb 55-jährig am 11. November 1790 an Wassersucht in Dobbertin. Sein im Zopfstil gestalteter Sandsteinobelisk ist auf dem Klosterfriedhof Dobbertin erhalten. Die unter Nr. 124 in Dobbertin eingeschriebene Sophia Elisabeth von Krackewitz aus Briggow war dort 30 Jahre als Konventualin und starb am 5. Januar 1800.
Das Geschlecht war auch in Preußen verbreitet, hier führte es jedoch ein anderes Wappen und es kam leicht zu Verwechselungen mit dem mecklenburgischen und pommerschen Wappen. 1797 erhielt Karl Eduard Leverentz, natürlicher Sohn des königlich-preußischen Oberstleutnants a. D. Karl Friedrich von Krakewitz, eine preußische Adelslegitimation unter Beibehaltung des väterlichen Namens und Wappens. Diese zu Berlin gereichte Nobilitierung führte zur Gründung eines briefadeligen Familienzweigs der von Krakewitz. Mit Falkenhain in der Niederlausitz konnte auch gleich über zwei Generationen ein Gutsbesitz erworben werden. Der älteste Sohn Rudolf von Krakewitz starb allerdings als Diplomat 1838 bei einem Duell auf dem Nachbargut Jetsch. Zeitversetzt wurde Gut Cummerow im Kreis Beeskow-Storkow übernommen, konnte aber nicht für eine längere Zeit gehalten werden.

## Wappen
Das Wappen zeigt in Rot einen silbernen Panther, auf dem rot-silbern bewulsteten Helm mit ebensolchen Decken der Panther wachsend.
Die ebenfalls rügischen von Zuhm führte anfänglich dasselbe Wappenbild.

## Personen
- Barthold von Krakevitz (1582–1642), lutherischer Theologe, Universitätsprofessor und Generalsuperintendent in Pommern
- Hans Friedrich Christian von Krackewitz (1737–1790), Rittmeister und Kammerjunker, war 1769–1784 Provisor und 1784–1790 Klosterhauptmann im Kloster Dobbertin
- Albrecht Joachim von Krakevitz (1674–1732), lutherischer Theologe und Generalsuperintendent von Schwedisch-Pommern in Greifswald